# Olé Olé
Olé Olé va ser un grup de música pop format a principis de la dècada del 1980 per les files de la qual han passat cantants com Vicky Larraz, Marta Sánchez i Sonia Santana, totes en actiu com a solistes.

## Història

### Els inicis del grup: Vicky Larraz 1982-1985
La història de Olé Olé s'inicia el 1982, quan a la discogràfica CBS es va decidir crear un nou grup de tecno-pop en la línia de Mecano. L'encarregat de triar als membres va ser el productor argentí Jorge Álvarez, productor també dels primers discs de Mecano.
És així com es van reunir Luis Carlos Esteban, que provenia del grup Trastos, Emilio Estecha, del grup Plàstic i Juan Tarodo. Com a cantant van triar Vicky Larraz. L'argentí Gustavo Montesano es va incorporar poc després. Al seu país havia format part del grup de rock Crucis.
El llançament d'Olé Olé va ser amb No controles, la cançó que Nacho Cano va regalar al grup. No controles es publica al febrer del 1983 i es va convertir en un èxit immediat que va llançar al grup a la popularitat. Aquesta cançó va ser també un èxit a Itàlia.
El segon senzill va ser una cançó que seguia la mateixa línia tecno-pop, Dame. A la gravació i promoció del mateix ja es va incorporar Gustavo Montesano.
Després d'aquests dos senzills d'avançada es va publicar el seu àlbum homònim, Olé Olé, produït, com tots els següents, per Jorge Álvarez i amb arranjaments de Luis Cobos. La composició dels temes va venir a càrrec de Luis Carlos Esteban i Gustavo Montesano.
El seu següent èxit va ser la versió que el grup va fer del tema L'amour est un oiseau rebelle, de l'òpera Carmen de Bizet, Conspiració. D'aquest tema també es va gravar una versió en anglès, Conspiracy, que es va publicar a Europa, la qual cosa els va permetre realitzar una gira promocional per diversos països europeus. Conspiració va ser el seu primer número 1 a la llista dels 40 principals. El quart i darrer senzill d'aquest àlbum va ser Adrenalina. Van realitzar una extensa gira arreu del país donant a conèixer aquest treball, que va ser un èxit i va augmentar les vendes del mateix.
Voy a mil, el segon àlbum del grup, va aparèixer el 1984 i es va presentar amb el senzill del mateix títol. Es va convertir en un nou èxit i en ell Vicky Larraz demostra de nou el seu poder vocal i una gran energia en cadascuna de les seves actuacions. El segon senzill va ser la versió Caminemos. Només es van extreure dos senzills d'aquest treball. Van quedar amagades per al gran públic cançons tecno-pop com Un golpe de suerte, Pasos de mujer o Desaparecidos entre d'altres. L'àlbum va ser un èxit, encara que en menor mesura que el primer.
Després de finalitzar la gira d'aquest any, Vicky Larraz i Luis Carlos Esteban van decidir abandonar el grup. Vicky, artista inquieta i de gran creativitat, sentia molt limitat el seu potencial artístic dins del grup, on no podia compondre. D'aquesta manera va iniciar una carrera en solitari. Luis Carlos Esteban es va convertir en un dels productors i compositors més prestigiosos d'Espanya.

### Èxit a Llatinoamèrica: Marta Sánchez 1986-1991
L'èxit havia acompanyat al grup des dels seus inicis, però en aquest moment es van sotmetre a una prova de foc: van haver de demostrar que podien sobreviure a l'abandó d'una cantant carismàtica, Vicky Larraz, i d'un dels seus principals compositors, Luis Carlos Esteban. Però de nou la fortuna va estar del seu costat i van comptar amb el suport d'una nova casa de discos, Hispavox. La nova veu, Marta Sánchez, va arribar procedent del grup Cristal Oskuro.
A finals del 1985 van presentar a la nova cantant amb el llançament del single i maxi Lilí Marlén, que va començar a sonar en totes les emissores i televisions, destacant el relleu simbòlic que Vicky Larraz va donar a Marta Sánchez quan el grup va anar al programa Tocata, del qual Vicky era presentadora en aquella època. L'èxit els va tornar a somriure i això va propiciar el llançament del seu tercer àlbum el1986, sota el títol de Bailando sin salir de casa.
Així es va dir també el segon senzill extret de l'LP, un tema compost per Marcelo Montesano, germà de Gustavo, que ocuparia el lloc de Luis Carlos Esteban com a teclista i compositor del grup.
El tercer single va ser una balada composta per Gustavo Montesano, Déjame sola, una de les cançons més apreciades del disc. El quart i darrer single va ser de nou un tema de Marcelo, Yo no me subo al coche de cualquiera.
L'àlbum va arribar a ser disc d'or (més de 50.000 còpies venudes). Marta Sánchez començava a ser una cantant molt coneguda i el grup havia funcionat amb la seva nova formació.
Marta va decidir de la nit al dia tenyir-se de rossa platí. Això espanta a la companyia i als seus companys, però serveix com a nou plantejament per a la imatge i títol del quart LP del grup, Los caballeros las prefieren rubias. A la primavera del 1987 va començar a sonar Sola (con un desconocido), que es va convertir en el seu nou número 1 i va col·locar l'àlbum al top 20 dels discs més venuts d'Espanya. Van arribar a superar el disc de platí (més de 150.000 còpies venudes). El segon single va ser Yo soy infiel, un tema ple d'energia que Marta interpreta demostrant que era una artista completa la veu de la qual millorava amb el temps.
Al començament del 1988 es va extreure l'últim single de l'LP, Secretos, un tema bailable que va esdevenir un èxit instantani: va assolir el número 1 de la llista dels 40 principals en la seva segona setmana.
Però a més dels temes extrets com a senzills també van sonar altres cançons del disc a ràdio i televisió, com la versió de la cançó italiana La Bámbola, que va aconseguir notable èxit, Ansiedad o Poema en el avión.
El nou disc, Cuatro hombres para Eva es va convertir en un altre èxit i va tornar a superar el disc de platí. La majoria de les cançons estaven fetes a la mesura de la nova imatge sexy de Marta. L'exemple més clar va ser Supernatural, el seu nou single, que va assolir el número 1 al llarg de l'estiu del 1988. En aquests mesos Olé Olé va ser el grup que més concerts va realitzar arreu de la península.
També en aquests moments va començar la conquesta de l'Amèrica Llatina, on el grup començava a adquirir una notable popularitat.
Els altres singles que van donar vida a 
l'LP serien Vecina, Sólo es un viaje i Búscala. La versió realitzada en aquesta ocasió va ser el boleroQuizás, quizás, quizás. Olé Olé i Marta Sánchez eren el grup més popular del moment juntament amb Mecano.
Després de finalitzar la gira d'aquest disc, Emilio Estecha va decidir abandonar el grup per dedicar-se a la informàtica.
El seu sisè LP va portar l'escarit títol 1990. Se'n van anar als Estats Units per gravar sota les ordres de Jorge Álvarez, el seu productor habitual i de Nile Rodgers, un prestigiós productor nord-americà que havia format part del grup Chic i havia produït a cantants com ara Madonna. Nile Rodgers va compondre i va produir per Olé Olé dues cançons, Te daré todo y Soldados del amor. Aquesta última es va convertir en el primer single del nou disc i en un dels èxits de l'estiu del 1990, col·locant a més l'LP en el top 5 de la llista de vendes a Espanya. 1990 va ser el disc més venut de Olé Olé, superant el doble platí (més de 200.000 còpies).
La presentació del disc en televisió es va dur a terme al programa de Concha Velasco Viva el espectáculo, on Marta interpreta els tres primers singles de l'àlbum, Soldados del amor, Con sólo una mirada i, davant una emocionada i agraïda presentadora, La chica ye-yé, cançó que Concha va popularitzar als anys 60. El quart single, ja al començament del 1991, va ser "Te daré todo". Van realitzar una gira de concerts en els estius del 1990 i el 1991, tant per Espanya com per Llatinoamèrica. A més, es va gravar una versió en anglès de 1990, amb 5 temes en anglès, encara que no es va arribar a promocionar. També a la fi de 1990, Olé Olé va ser triat per viatjar al Golf Pèrsic i actuar davant les tropes espanyoles destacades a la Guerra del Golf. Marta va interpretar diverses cançons i va animar als soldats, com ja va fer Marilyn Monroe a la Guerra de Corea el 1954 o Rosa Morena a la Marxa Verda el 1975. El show va ser transmès per Televisió Espanyola el nadal d'aquell any.
A finals del 1991 Marta Sánchez va decidir emprendre la seva carrera en solitari.
De nou, i després de 6 discos d'èxit, Olé Olé es va quedar sense cantant.

### Tercera cantant: Sonia Santana 1992-1993
Els nois d'Olé Olé tenien ben clar que eren un grup i que si havien sobreviscut a l'abandó de la seva primera cantant podrien superar la marxa de Marta Sánchez. Així doncs, van convocar un concurs a nivell nacional a la revista El Gran Musical per triar a la seva tercera cantant. No obstant això, ni Marcelo ni Gustavo estaven d'acord amb què l'elecció es fes així i ells van proposar a la cantant Esther Álvarez, amb qui fins i tot van gravar algunes maquetes.
L'afortunada va ser Sonia Santana, una jove cantant canària. Amb ella van gravar en 1992 Al descubierto, el que va ser el seu setè i últim àlbum.
Al descubierto va ser un disc que suposava un pas cap a la maduresa del grup sense perdre l'essència característica de la seva música. La veu melodiosa i dolça de Sonia va acompanyar a cançons com No mueras posibilidad o Volaba yo, que van ser els dos primers singles del disc.
Com a tercer senzill van promocionar Pero también te deseo, un tema elegant i al més pur estil Olé Olé. El quart single, Adiós, amb prou feines es va arribar a promocionar. Es tractava d'una cançó composta per Marcelo Montesano sobre el fenomen de la immigració. Els seguidors d'Olé Olé es van mantenir incondicionals i van acceptar Sonia com una aposta de futur per al grup.
El grup va obtenir un èxit relatiu, va aconseguir el disc d'or per 50.000 còpies venudes i van realitzar una gira a Espanya i Amèrica presentant el treball.
Però en aquesta ocasió no va haver-hi sort. Desacords entre Sonia i els nois van propiciar l'acomiadament de la cantant, deixant al grup de nou sense veu.
Aquesta vegada no va haver-hi continuació i aquest va ser el final d'una destacada trajectòria que va abastar més de deu anys del pop espanyol. Els seus components es van dedicar des de llavors a diversos projectes en solitari, labors lligades en la major part dels casos a la producció i composició de cançons per altres artistes.

## Els membres i el grup després d'Olé Olé

### Carreres en solitari
Els primers a abandonar el grup van ser Luis Carlos Esteban i Vicky Larraz el 1985, el primer esgotat per les extenses gires i desitjós de treballar com a productor i arranjador, mentre que Vicky Larraz desitjava començar la seva carrera solista. A la fi dels 80 va començar a treballar a la televisió de Miami, lloc on resideix actualment i on ha continuat amb el seu treball de presentadora. A la primavera del 2010 va tornar al món de la música amb dues cançons inèdites incloses a l'LP "Contigo otra vez" i que continua el 2012 amb el single "Earthquake" i amb "Llévatelo todo" el 2015.
Des que el 1991 Marta Sánchez va deixar Olé Olé, va començar una carrera en solitari que es perllonga ja diverses dècades.
Sonia Santana, després de "Al Descubierto" el 1993, es queda a Miami. Des de llavors col·labora a Espanya ocasionalment, la seva activitat habitual és a Londres, L'Havana, Nova York i París. Només grava un àlbum en solitari el 2003: "Sonia Santana, Havana Dreams". En els altres discos és cantant dels grups Vertente i Jazztronik amb músics com Davide Giovannini o Ryota Nozaki; de The Saratoga Band i de Empty Boat. Tots ells en estils diferents al Pop.
Luis Carlos Esteban, Gustavo Montesano, Juan Tarodo i Marcelo Montesano s'han dedicat a produir i escriure cançons per altres grups.
Marta Domínguez, la vocalista de la fase 4, va deixar el món de la música per treballar com a model.
La discografia d'Olé Olé amb Vicky Larraz va ser reeditada el 2000 per Luis Carlos Esteban sota la discogràfica Sony. Va incloure diverses cançons inèdites, com a cares B de singles, temes instrumentals i en anglès. A partir del disc "Bailando sin salir de casa" la discografia està sota els drets de EMI Music, que va reeditar la seva discografia el 2003.

### El retrobament fallit: Marta Domínguez 2007
Catorze anys després la història musical d'Olé Olé va ressorgir al llarg del 2007 en la qual es va denominar "Fase 4" del grup. En un principi anava a ser Vicky Larraz la que tornés a liderar el grup, acompanyada de Marcelo i Gustavo Motesano, Emilio Estecha i Luis Carlos Esteban, però diferències de criteri entre la cantant i la resta dels components van fer que ella es retirés del projecte. La idea inicial consistia a gravar un disc amb cançons inèdites i incloure només dues o tres versions dels seus grans èxits, una de les quals, "Voy a mil", va arribar a gravar-se. Però a mesura que avançava, es va apostar per incloure solament tres cançons noves i completar el disc amb revisions dels seus clàssics. Per aquesta raó Vicky Larraz va abandonar. Els membres del grup van decidir continuar i van triar a una nova cantant. Per motius que no han transcendit, també van deixar el projecte Marcelo Montesano i Emilio Estecha, quedant reduït Olé Olé a un trio en aquesta Fase 4: Luis Carlos Esteban, Gustavo Montesano i Marta Domínguez. La nova cantant era una jove de Tenerife que va renunciar al seu títol de Miss Tenerife 2006 per incorporar-se al grup.
A l'abril d'aquell mateix any van publicar el seu vuitè treball: "Grandes éxitos y otras terapias de grupo", on el grup va presentar 3 nous temes (Amor de Aire, Sol de lupanar i Perdidos en el mal) i 9 grans èxits revisats en la veu de Marta Domínguez. El seu primer i únic single va ser una cançó de Gustavo Montesano, "Amor de aire".
Ells mateixos van produir aquest disc que va ser publicat pel segell Autor. Van realitzar unes poques actuacions promocionals en diverses televisions i un parell de concerts per a seguidors i amics. No obstant això, diverses circumstàncies van fer que aquest projecte no funcionés i pocs mesos després es va donar per conclosa la Fase 4. Amb prou feines van aconseguir vendre 8.000 còpies.

### Grans èxits 2010
El març del 2010 es va publicar per primera vegada un recopilatori que va reunir totes les etapes del grup sota el segell d'EMI. Es tracta d'un CD + DVD que va incloure els vídeo-clips del grup i diverses actuacions realitzades a televisió espanyola. El disc va aconseguir el lloc número 3 en la llista d'àlbums de Itunes i el número 37 en la llista de vendes de discos de Promusicae. Aprofitant el llançament d'aquest recopilatori, Juan Tarodo i Jorge Álvarez (bateria i productor del grup) van inaugurar una nova web oficial d'Olé Olé, amb la qual van pretendre impulsar i celebrar el record del grup.

### Reunió el 2013
El març del 2013 la major part dels components es va reunir per celebrar el 30è aniversari del grup. L'ocasió va tenir lloc al programa de Tele 5 "Qué tiempo tan feliz", presentat per María Teresa Campos. Durant tres hores es va repassar la trajectòria d'Olé Olé i els seus cantants Vicky Larraz i Sonia Santana van interpretar algunes cançons.
Tan sols dos mesos després de la celebració del 30è aniversari del grup es va produir la inesperada defunció del seu bateria i fundador Juan Tarodo. Olé Olé va decidir reunir-se per retre homenatge al seu amic i company. En aquesta etapa van formar part de Olé Olé, Vicky Larraz, Sonia Santana, Emilio Estecha, Marcelo Montesano i Gustavo Montesano.
El 12 de desembre va veure la llum "Por ser tú", el nou single d'Olé Olé, tribut a Juan Tarodo, una balada pop escrita per Vicky Larraz i Gustavo Montesano i produïda per Javier Losada. Juntament amb el single es va llançar el videoclip gravat en blanc i negre, on Vicky Larraz i Sonia Santana canten a duo mentre a l'esquena apareixen imatges de Juan Tarodo amb ells.
El 17 de desembre va sortir a la venda l'edició física limitada del single "Por ser tú", que va aconseguir el número 1 en Itunes i en la llista de vendes de FNAC i va entrar en el lloc 34 dels singles més venuts a Espanya.

### Reedició de tota la seva discografia el 2014 i 2015
A l'abril del 2014 Rama Lama Music va reeditar tota la discografia d'Olé Olé en dos CDs dobles.
El primer contenia els dos discs que van gravar amb Vicky Larraz i l'últim amb Sonia Santana. Es van incloure diverses rareses i cares B dels dos primers discos, així com "Amor de aire", tema gravat el 2007 amb Marta Domínguez.
El segon CD incloïa els quatre àlbums que van gravar amb Marta Sánchez.
Així mateix, el 2014 va aparèixer un nou recopilatori de grans èxits titulat "La colección definitiva" amb un llistat de cançons que és el mateix que "Grandes éxitos 2010". Tan sols hi havia un canvi: "Amor de aire" va ser substituït per "Por ser tú".
El 2015 la seva primera cantant, Vicky Larraz, publica un box set de set CDs titulat "Llévatelo todo" (Rama Lama Music) que inclou els dos primers discs d'Olé Olé i diverses rareses del grup: un concert preparació de la gira del 1983, la versió en anglès de "No controles" titulada "No surrender", la maqueta que Vicky Larraz va gravar de "Lilí Marlén" i la versió en anglès del tema "Mirando la luna por la ventana" titulada "Moon" i no publicada anteriorment. També veuen llum en aquest box set els temes que Vicky Larraz va gravar amb Olé Olé durant el 2006 i que finalment no van veure la llum en el seu moment perquè el projecte es va truncar: "Nadie como yo" i la seva versió en anglès, "Better you"; "Sol de lupanar" i "Voy a mil 2007". "Nadie como yo" es convertiria posteriorment en "Amor de aire" en la veu de Marta Domínguez.

### Olé Olé 2016: "Duetos sin control" i gira el 2017
El novembre del 2016 Olé Olé es reuneix de nou i publica "Duetos sin control", un disc de grans èxits revisats i interpretats per Vicky Larraz al costat d'altres artistes com ara Paloma San Basilio, Modèstia Aparte, Falete, Daniel Diges o Rocko. Es publica sota el segell Rama Lama Music i ha estat produït per Alejandro de Pinedo. El grup és liderat per Vicky Larraz al costat de Gustavo Montesano, Marcelo Montesano i Emilio Estecha. Participen també les seves altres dos cantants, Marta Sánchez i Sonia Santana. Marta Sánchez interpreta a duo amb Vicky Larraz la cançó "Búscala" i Sonia Santana canta amb Vicky "Yo soy infiel". Al febrer del 2017 s'edita "En control", de nou els seus grans èxits, però aquesta vegada interpretats solament per Vicky Larraz. Tan solament es manté el dueto "Búscala" amb Marta Sánchez. Aquest retorn suposa també la seva volta als escenaris programada pel 2017. El 16 de març del 2017 Olé Olé actua a la sala Joy Eslava de Madrid.

## Integrants
- Vicky Larraz (veu, 1983-1985, 2013, 2016-)
- Juan Tarodo (bateria, 1983-1993)
- Emilio Estecha (baix, 1983-1991, 2013, 2016-)
- Luis Carlos Esteban (teclats, 1983-1985, 2007)
- Gustavo Montesano (guitarra, 1983-1993, 2007, 2013, 2016-)
- Marta Sánchez (veu, 1986-1991)
- Marcelo Montesano (teclats, 1986-1993, 2013, 2016-)
- Sonia Santana (veu, 1992-1993, 2013)
- Marta Domínguez (veu, 2007)

## Discografia

### Àlbums
Àlbums d'estudi:
- 1983: Olé Olé
- 1984: Voy a mil
- 1986: Bailando sin salir de casa
- 1987: Los caballeros las prefieren rubias
- 1988: Cuatro Hombres Para Eva
- 1990: 1990
- 1992: Al descubierto
- 2007: Grandes éxitos y otras terapias de grupo (fase 4)
- 2016: Sin control (duetos)
- 2017: En control

En altres idiomes:
- 1991: Olé Olé (1990 en anglès)

Àlbums recopilatoris:
- 1991: Un golpe de suerte y otros grandes éxitos
- 1995: Lo mejor de los mejores: Olé Olé
- 2000: No controles
- 2001: Todas sus grabaciones en CBS (1983-1984)
- 2001: Lilí Marlén: Grandes éxitos
- 2010: Grandes éxitos (CD + DVD)
- 2014: Olé Olé Vol. 1 (1983-1984 y 1992) Todas sus grabaciones con Vicky Larraz y Sonia Santana
- 2014: Olé Olé Vol. 2 (1986-1990) Canciones y glamour. Todas sus grabaciones con Marta Sánchez
- 2014: Olé Olé: La colección definitiva
- 2015: Vicky Larraz: Llévatelo todo. Incluye los discos de Olé Olé: "Olé Olé" (1983) y "Voy a mil" (1984). Además, el siguiente material nunca antes publicado: "Concierto de 1983", los 4 temas grabados por Olé Olé en 2006 y numerosas rarezas.

### Senzills
| Any  | Cançó                                | Àlbum                                 |
| ---- | ------------------------------------ | ------------------------------------- |
| 1983 | No controles                         | Olé Olé                               |
| 1983 | Dame                                 | Olé Olé                               |
| 1983 | Conspiración                         | Olé Olé                               |
| 1983 | Conspiracy                           | Conspiracy - Single                   |
| 1983 | Carmen (Conspiracy)                  | Single sol                            |
| 1984 | Adrenalina                           | Olé Olé                               |
| 1984 | Voy a mil                            | Voy a mil                             |
| 1985 | Caminemos                            | Voy a mil                             |
| 1985 | Lilí Marlén                          | Bailando sin salir de casa            |
| 1986 | Bailando sin salir de casa           | Bailando sin salir de casa            |
| 1986 | Déjame sola                          | Bailando sin salir de casa            |
| 1986 | Yo no me subo al coche de cualquiera | Bailando sin salir de casa            |
| 1987 | Sola (con un desconocido)            | Los caballeros las prefieren rubias   |
| 1987 | Yo soy infiel                        | Los caballeros las prefieren rubias   |
| 1988 | Secretos                             | Los caballeros las prefieren rubias   |
| 1988 | Supernatural                         | Cuatro hombres para Eva               |
| 1988 | Vecina                               | Cuatro hombres para Eva               |
| 1988 | Sólo es un viaje                     | Cuatro hombres para Eva               |
| 1989 | Búscala                              | Cuatro hombres para Eva               |
| 1990 | Soldados del amor                    | 1990                                  |
| 1990 | Con sólo una mirada                  | 1990                                  |
| 1990 | La chica ye-yé                       | 1990                                  |
| 1991 | Te daré todo                         | 1990                                  |
| 1991 | Love crusaders                       | Olé Olé (1990 en anglès)              |
| 1992 | No moris posibilidad                 | Al descobert                          |
| 1992 | Volaba yo                            | Al descobert                          |
| 1993 | Pero también te deseo                | Al descobert                          |
| 1993 | Adiós                                | Al descobert                          |
| 2007 | Amor d'aire                          | Grans èxits i altres teràpies de grup |
| 2013 | Per ser tu                           | Single sol                            |
| 2016 | Vaig a mil (dueto amb Munik)         | Duetos sense control                  |

### Videografia
- 1983: No controles
- 1983: Conspiración
- 1986: Lilí Marlén
- 1986: Bailando sin salir de casa
- 1987: Yo soy infiel
- 1990: Soldados del amor
- 1990: Con sólo una mirada
- 1992: No mueras posibilidad
- 1993: Adiós
- 2007: Amor de aire
- 2013: Por ser tú